# 마법기사 레이어스
마법기사 레이어스(일본어: 魔法騎士レイアース, 영어: Magic Knight Rayearth)는 일본의 만화가 CLAMP의 일본의 만화와 이것을 원작으로 하는 TV 애니메이션, 게임, OVA이다. 대한민국에서는 TVA는 SBS와 투니버스를 통해 방영하였으며, OVA는 애니박스를 통해 방영하였다.

## 개요
1993년 11월부터 1996년 4월까지 월간 소녀 만화잡지〈나카요시〉에서 연재된 판타지 만화작품으로 1994년부터 1995년에 TV애니메이션 화되었으며, 1997년에는 OVA도 나왔다. CLAMP는 이 작품으로 〈나카요시〉에 첫 연재를 시작. 로봇을 등장시킨 것은 소녀만화에 탑승형 거대 로봇이 나온 예가 드물기 때문에 우리가 처음으로 하자 라는 의도도 있다고 한다.
기본적으로 전형적인 검과 마법이라는 판타지 롤플레잉 게임의 세계를 모티브로 하고 있다.
대한민국에서는 SBS를 통하여 1997년 10월 27일부터 1998년 2월 5일까지 방영되었다. 사실 1997년 8월부터 방영될 예정이었지만, 방영불가 판정에 의해 방영이 연기되는 일도 있었다.

## 주제가
- 1OP. 〈양보할 수 없는 소원(ゆずれない願い)〉 노래 : 타무라 나오미
- 2OP. 〈싫어할 수 없어요(キライになれない)〉 노래 : 나카무라 아유미
- 3OP. 〈빛과 그림자를 껴안은 채로(光と影を抱きしめたまま)〉 노래 : 타무라 나오미

- 1ED. 〈내일로의 용기(明日への勇気)〉 노래 : 요시나리 케이코
- 2ED. 〈룰러바이 따스하게 안아줘(ら・ら・ば・い～優しく抱かせて)〉 노래 : 혼다 미나코
- 3ED. 〈언젠가 빛나리(いつか輝く)〉 노래 : 요시나리 케이코

## 간행 서적
KC디럭스 고댠샤 A5판
- 마법기사 레이어스 1 1994년7월22일 ISBN 4-06-319530-9
- 마법기사 레이어스 2 1994년11월22일 ISBN 4-06-319549-X
- 마법기사 레이어스 3 1995년3월6일 ISBN 4-06-319566-X
- 마법기사 레이어스2 1 1995년7월26일 ISBN 4-06-319610-0
- 마법기사 레이어스2 2 1995년12월18일 ISBN 4-06-319663-1
- 마법기사 레이어스2 3 1996년4월23일 ISBN 4-06-319698-4

KC디럭스 고단샤 B6판
- 마법기사 레이어스 1 2002년12월17일 ISBN 4-06-334642-0
- 마법기사 레이어스 2 2002년12월17일 ISBN 4-06-334643-9
- 마법기사 레이어스 3 2002년12월17일 ISBN 4-06-334644-7
- 마법기사 레이어스2 1 2003년1월23일 ISBN 4-06-334659-5
- 마법기사 레이어스2 2 2003년1월23일 ISBN 4-06-334660-9
- 마법기사 레이어스2 3 2003년1월23일 ISBN 4-06-334661-7

고단샤 와이드판
- 마법기사 레이어스 ILLUSTRATIONS COLLECTION 1995년3月25日 ISBN 4-06-324513-6
- 마법기사 레이어스2 ILLUSTRATIONS COLLECTION 1996년5月10日 ISBN 4-06-324517-9

KC북스 고단샤 A6판
- 마법기사 레이 어스 각본집 1 1995년10월31일 ISBN 4-06-330202-4
- 마법기사 레이 어스 각본집 2 1995년11월30일 ISBN 4-06-330203-2
- 마법기사 레이 어스 각본집 3 1995년12월18일 ISBN 4-06-330204-0
- 마법기사 레이 어스 각본집 4 1996년1월30일 ISBN 4-06-330205-9

KC디럭스 고단샤 A4판
- 마법 기사 레이 어스 설정자료집 1996년3월28일 ISBN 4-06-319688-7